# IT Весов
IT Весов (лат. IT Librae), HD 138503 — двойная затменная переменная звезда типа Алголя (EA:) в созвездии Весов на расстоянии (вычисленном из значения параллакса) приблизительно 7476 световых лет (около 2292 парсеков) от Солнца. Видимая звёздная величина звезды — от +9,51m до +9,01m.

## Характеристики
Первый компонент — бело-голубая звезда спектрального класса B2/3(IV)(n). Эффективная температура — около 22331 К.